# Flussbau

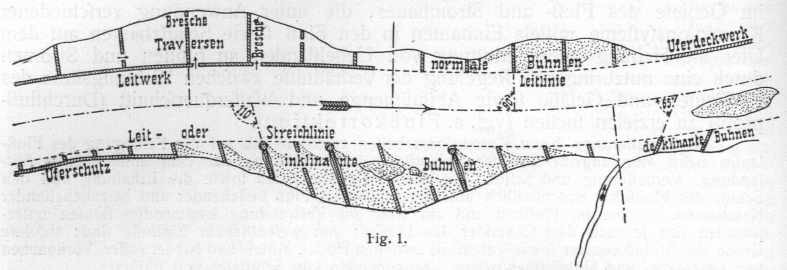
Aufsicht eines regulierten Flusses

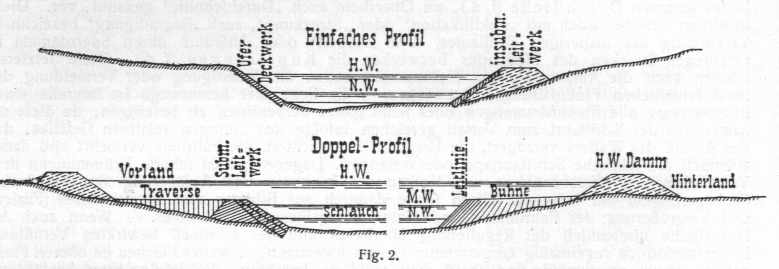
Querprofil eines regulierten Flusses

Flussbau ist ein Teilgebiet des Wasserbaus und befasst sich mit der Planung und Durchführung des Ausbaues, der Regulierung und der Nutzbarmachung von Flüssen sowie der Abwendung von Schäden durch sie. Im Vordergrund steht die Flussregelung (Flussregulierung, Gewässerkorrektion), um einen gleichmäßigen und beständigen Flusslauf zu erzielen. Die Maßnahmen unterscheiden sich im Oberlauf, Mittellauf und Unterlauf je nach beabsichtigtem Zweck.
Der Flussbau umfasst im Oberlauf die Verbauung von Wildbächen mit Sohlabstürzen, Sohlrampen (Rauen Rampen) und Wehren. Im Mittellauf steht die Herstellung von Abflussquerschnitten für Niedrigwasser, Mittelwasser und Hochwasser im Vordergrund, besonders eines einheitlichen Mittelwassergerinnes durch Bau von Durchstichen, Längswerken und Parallelwerken sowie Flussbegradigungen. Zur Linienführung eines neu anzulegenden oder umzuleitenden Flusses dienen Geraden, Krümmungen und deren Übergänge. Bei Niedrigwasser können Flüsse durch Buhnen oder Leitdämme reguliert werden, damit eine schiffbare Rinne bleibt.
Dem Hochwasserschutz an Flüssen dient die Schaffung von Abflussprofilen für Hochwasser, der Bau von Poldern und Rückhaltebecken zum Hochwasserrückhalt, und der Deichbau einschließlich Sielen für die Nebenflüsse. Auch gegen Eisgang können Bauwerke erforderlich sein.
Als Baukörper beim Ausbau werden Faschinen, Gabionen (Drahtkästen mit Steinen), Senkwalzen, Senkmatten, Wasserbaupflaster, Wasserbausteine, Deckwerke, Geotextilien usw. verwendet. Größere Flüsse werden für die Binnenschifffahrt schiffbar gemacht und kanalisiert, sie dienen dann als Wasserstraße. Die Mittel hierzu sind Buhnen, Staustufen, Stauhaltungen und Schleusen. Schiffbare Flüsse erhalten auch eine Kilometrierung am Ufer.
Damit der Fluss in seinem gleichmäßigen Bett bleibt, sind Ausgleichsmaßnahmen für Sohlerosion und Ablagerungen von Geschiebe nötig (Geschiebemanagement), z. B. durch Baggerung, möglicherweise auch durch Geschiebezugabe. Es gibt sehr verschiedene Mittel, um Abspülungen und Anhägerungen herbeizuführen bzw. zu verhindern. Oskar Mothes nennt in seinem illustrierten Baulexikon von 1868: Anflößen, Anhägern, Anker B, Ankerbuhne, Anspülen, Bagger, Bespickern, Bett, Blesswerk, Blockwerk, Brücke, Buhne, Busch, Buschwerk, Deckwerk, Deich, Ebbe und ff., Eisbrecher, Faschine, Futtermauer, Gefälle, Gerinne, Geschwindigkeit, Grundwase, Kluftdamm, Kolk, Kranzpfähle, Lahne, Moder, Mollboot, Mühle, Näther, Pfahl u. ff., Pflanzungen, Polder, Quertief, Riego, Schlacht, Scheere, Schleuße, Schlick, Schränkwerk, Stackwerk usw.
Flüsse dienen auch der Wasserversorgung durch Uferfiltration für Trinkwasser und durch direkte Entnahmen zur Bewässerung, zur Kultivierung von Land und als Kühlwasser für Kraftwerke. Dazu sind geeignete Entnahmebauwerke (Einlauf- und Auslaufbauwerke) notwendig.
Zum Flussbau gehört auch der Aufstau von Flüssen durch Wehre und Talsperren zu den verschiedensten Zwecken, zum Beispiel zur Energiegewinnung in Laufkraftwerken und anderen Wasserkraftanlagen oder Wasserspeicherung zur Trink- und Brauchwasserversorgung.
Flüsse dienen auch der Wasserentsorgung, indem sie als Vorfluter für Kläranlagen genutzt werden. Sie drainieren und entwässern mit entsprechenden Zuleitungen das Hinterland.
Mehr und mehr gewinnt der naturnahe Flussbau und die Berücksichtigung der Belange des Naturschutzes an Bedeutung (Renaturierung). Heute werden Flüsse nicht mehr in geraden gepflasterten oder gar betonierten Gerinnen kanalisiert, sondern naturnah mit Mäandern, Inseln und Stillwasserzonen angelegt. Diesen Bedürfnissen dient die Anpflanzung geeigneter Gehölze und stabilisierender Pflanzen. Auwälder werden heute erhalten, wo sie noch bestehen.
Der Flussbau beschäftigt sich nicht zuletzt mit der Berechnung der Abflussvorgänge, der Durchflussmengen, von Fließgeschwindigkeiten, Pegelständen, Wasserspiegellagen und der Energielinie des Flusses. Die Schleppkraft eines Flusses wird berechnet, um die Sohle und die Böschungen richtig zu befestigen und um Kolke und Heger (Sand- und Schotterbänke) zu verhindern. Berechnet oder an Modellen erforscht wird auch die Geschiebefracht und die Menge der Schwebstoffe. In Flussbaulaboratorien werden an Modellen unter anderem Wasserbewegungen im Flusslauf und die Einwirkungen von Wasserströmungen auf das Flussbett untersucht.
Berufe im Flussbau sind Wasserbauingenieur und Wasserbauer. Bekannte Flussbauer sind Johann Gottfried Tulla (Rheinbegradigung), Theodor Rehbock, Ludwig Franzius (Weserkorrektion) und Hubert Engels.